# Friedenspreis der Deutsch-Israelischen Gesellschaft
Der Friedenspreis der Deutsch-Israelischen Gesellschaft wurde von 2001 bis 2010 alle zwei Jahre von der Deutsch-Israelischen Gesellschaft in Berlin an ausgewählte arabische und jüdische NGOs verliehen, die sich in vorbildlicher Weise für eine friedliche Koexistenz der Menschen in Israel engagieren. Der Preis war mit 5000 Euro dotiert. Das Preisgeld stellte die Commerzbank-Stiftung zur Verfügung.

## Preisträger
- 2001 – Arab Jewish Cultural Center Beit Hagefen in Haifa für das Projekt Young Leadership[3]
- 2003 – Die Friedensschule von Neve Shalom/Wahat al Salam[3]
- 2005 – Die Hand-in-Hand-Schule Jerusalem[4]
- 2010 – Die jüdische Amakim Tavor-Schule im Kibbuz Mizra und die arabische Iksal-Schule[5]